# Hervé Gané
Hervé Gané (né le 1er décembre 1979) est un coureur cycliste français. Durant sa carrière, il est spécialiste des disciplines de vitesse sur piste. Il est le cousin de Laurent Gané. 

## Palmarès

### Championnats du monde
- Anvers 2001
  - 4e du kilomètre
- Los Angeles 2005
  - 10e du kilomètre

### Coupe du monde
- 2001
  - 2e de la vitesse par équipe à Ipoh
  - 3e du kilomètre à Ipoh
- 2004-2005
  - 2e de la vitesse par équipes à Moscou

### Championnats d'Europe
- Brno 2001 (espoirs)
  -  Champion d'Europe du kilomètre espoirs
- Valence 2004
  -  Champion d'Europe de vitesse par équipes (avec Grégory Baugé et Mathieu Mandard)
  - 5e de l'omnium sprint

### Championnats d'Océanie
- Melbourne 2004
  -  Médaillé de bronze du keirin
  -  Médaillé de bronze de la vitesse
- Wanganui 2005
  -  Médaillé de bronze du keirin
  -  Médaillé de bronze de la vitesse

### Championnats nationaux
- 2001
  -  Champion de France du kilomètre espoirs
  -  2e de la vitesse espoirs
- 2002
  -  Champion de France du keirin
  - 2e du kilomètre
- 2004
  - 2e du keirin
  - 3e du kilomètre
- 2005
  -  3e de la vitesse